# The Scarf (film)
The Scarf è un film del 1951 diretto da Ewald André Dupont.
È un film drammatico a sfondo noir e thriller statunitense con John Ireland, Mercedes McCambridge e James Barton.

## Trama
John Howard Barrington è stato condannato per aver ucciso la sua fidanzata Rosemary strangolandola con una sciarpa; poiché però egli non ricorda nulla dell'accaduto – come attestano anche le regolari perizie psichiatriche – egli viene rinchiuso in un manicomio criminale. Dopo due anni di reclusione John fugge, e, attraversando 10 miglia di una landa deserta, giunge stremato in piena notte presso la fattoria dell'anziano Ezra Thompson, allevatore di tacchini, ma anche cultore di libri classici e di musica, nonché persona decisamente controcorrente ma anche carismatica e saggia.
Ezra, una volta stabilita l'identità dell'evaso, ed ascoltata la sua storia, filosoficamente sospende il giudizio su di lui, ammettendo che – dato che John dice di non ricordare – potrebbe essere con eguale probabilità colpevole o innocente, e lo prende a lavorare con lui. John, dal canto suo, vuole cercare di recuperare la memoria di quell'avvenimento, se possibile, per capire se veramente è stato un omicida (nel qual caso si costituirebbe) o no.
La prima scintilla di reminiscenza sovviene a John quando nota, al collo di Connie Carter – una giovane donna a cui aveva dato un passaggio nel recarsi al vicino paese – una sciarpa che ora ricorda essere uguale a quella che aveva Rosemary quando è stata uccisa. Connie ha trovato John molto simpatico, particolare, in un certo senso galante (non "ci ha provato" con lei, come la maggior parte degli uomini in cui si è imbattuta), e anche gentile (le ha regalato 10 dollari). Per questo motivo, una volta che – scesa dall'autovettura di John – Connie apprende, da un manifesto murale, che sull'uomo, indicato come pericoloso killer, grava una consistenze taglia, non lo denuncia, ma prosegue il suo viaggio in autobus verso la sua meta finale, Los Angeles, dove lavora come "cameriera cantante",
Più avanti John si spinge fino allo studio cittadino dello psicologo David Dunbar: costui era un suo amico ed ex-commilitone. John sa che Durban era stato presente sulla scena dell'omicidio, e gli chiede – sempre nel tentativo di recuperare la memoria – particolari sull'assassinio. L'allarmato psicologo manipola astutamente John facendogli credere di aver veramente ucciso Rosemary, mentre chiama la polizia che lo arresta.
Interviene il Vecchio Ezra. Insieme allo psichiatra del carcere, egli è sempre più convinto dell'innocenza di John. I due rintracciano Connie che si presta a prendere parte (indossando la solita sciarpa) ad una messa in scena (anche piuttosto pericolosa per lei) da loro escogitata, che ha luogo nello studio di Dunbar. Tramite una serie di trucchi e sottigliezze psicologiche, e corroborati dalle informazioni sul passato di Dunbar, essi riescono ad indurlo a confessare. Durban è arrestato, John scagionato.
Poco tempo dopo, John, riconoscente, fa un bel regalo a Connie, che si sta esibendo come cantante nel locale in cui lavora. Poi raggiunge Ezra, e con lui fa ritorno alla fattoria. 

## Produzione
Il film, diretto da Ewald André Dupont su una sceneggiatura di Ewald André Dupont con il soggetto di Isadore Goldsmith e E.A. Rolfe, fu prodotto da Isadore Goldsmith per la Gloria Productions e girato nell'aprile del 1950 nei Motion Picture Center Studios. Il titolo di lavorazione fu The Dungeon.

## Colonna sonora
- Summer Rains - scritta da Sammy John DeFazio, Herschel Burke Gilbert, Charles Milton Daniel e Gilbert Hugh Hall, cantata da Mercedes McCambridge

## Distribuzione
Il film fu distribuito negli Stati Uniti dal 1º giugno 1951 (première a Los Angeles) dalla United Artists.
Altre distribuzioni:
- in Svezia il 13 agosto 1951 (Stryparen)
- in Danimarca il 7 marzo 1952 (Det gule tørklæde)
- in Finlandia il 5 giugno 1953 (Olenko murhaaja?)
- in Portogallo il 5 febbraio 2010 (Cinemateca Portuguesa)
- in Grecia (Dolofonos fantasma)
- in Italia (The Scarf)
- in Brasile (Evidência Trágica)
- in Cile (Evidencia trágica)
- in Belgio (Le foulard)